# Panstar Dream
Die Panstar Dream ist ein Fährschiff der südkoreanischen Reederei PanStar Ferry. Sie wurde 1997 als Sunflower Kuroshio in Dienst gestellt und stand bis 2001 unter japanischer Flagge im Einsatz. Seit 2002 fährt das Schiff zwischen Busan und Osaka.

## Geschichte
Die Sunflower Kuroshio entstand unter der Baunummer 1034 in der Werft von Mitsubishi Heavy Industries in Shimonoseki und lief am 21. März 1997 vom Stapel. Nach der Ablieferung an die Blue Highway Line am 18. Juni 1997 nahm das Schiff den Fährdienst zwischen Tokio und Kōchi auf. Dort blieb es vier Jahre lang im Einsatz für die Reederei, ehe es ab 2001 auflag. Die Sunflower Kuroshio wurde als Einzelschiff gebaut.
Im Mai 2002 ging die Fähre unter dem Namen Panstar Dream in den Besitz der südkoreanischen Reederei PanStar Ferry mit Sitz in Jeju-si über. Das Schiff wurde umgebaut, wodurch sich seine Tonnage von ehemals 9.723 auf 21.535 BRZ stark erhöhte. Im selben Jahr erfolgte die Indienststellung auf der Strecke von Busan nach Osaka, die von der Panstar Dream dreimal in der Woche befahren wird.